# Dave Thompson
Dave Thompson (nacido el 1 de julio de 1960) es un comediante, actor y escritor inglés, que saltó principalmente a la fama en julio de 1997 después de haber sido apartado del papel de Tinky Winky en la serie de televisión infantil Teletubbies después de 70 episodios. La BBC dijo en una carta a Thompson que su "interpretación del papel no era aceptable".
En una entrevista para The Pod Delusion, Thompson reveló que su contrato ya había sido cancelado al final de la filmación de la primera temporada, un tiempo antes de que surgieran las acusaciones de los medios sobre Tinky Winky. También afirmó que otros miembros del personal de Ragdoll Productions habían sido despedidos al mismo tiempo.
Thompson afirmó haber llorado al enterarse de la noticia de su finalización en la serie. En las entrevistas, supuso que el doblaje de su voz, a diferencia de los otros actores, era una señal de insatisfacción con respecto a su actuación.
Thompson apareció más tarde en la película del año 2000 de Ben Elton, Maybe Baby como Mrs. Furblob. Thompson también hizo apariciones en cada noche de la gira Hill's Hooves.

## Libros
- Sit-Down Comedy. Ebury Press/Random House, 2003 ISBN 0-09-188924-30-09-188924-3; ISBN 978-0-09-188924-1978-0-09-188924-1